# Volker Mahnert
Volker Mahnert, född den 3 december 1943 i Innsbruck, död 23 november 2018 i Genève, var en österrikisk araknolog, entomolog, iktyolog och parasitolog som var specialiserad på klokrypare.
Auktorsnamnet Mahnert kan användas för Volker Mahnert i samband med ett vetenskapligt namn inom zoologin; se Wikipedia-artiklar som länkar till auktorsnamnet.